# Brinon-sur-Sauldre
Brinon-sur-Sauldre är en kommun i departementet Cher i regionen Centre-Val de Loire i de centrala delarna av Frankrike. Kommunen ligger  i kantonen Argent-sur-Sauldre som tillhör arrondissementet Vierzon. År 2022 hade Brinon-sur-Sauldre 972 invånare.

## Befolkningsutveckling
Antalet invånare i kommunen Brinon-sur-Sauldre
Referens:INSEE